# Estadio Sala
El Estadio Sala (en hebreo: אצטדיון סלה) es un estadio deportivo en Ascalón, una localidad de Israel. El estadio tiene una capacidad para recibir a unas 5 250 personas, y es el estadio sede y habitual del equipo local Hapoel Ashkelon.
El 20 de diciembre de 2008, poco antes de una sesión de entrenamiento , el estadio fue alcanzado por un cohete Grad disparado presuntamente desde la Franja de Gaza. El cohete cayó en el área de penales.